# Noosféra
Noosféra (ze starořeckéhořeckého „νοῦς“ – rozum a „σφαῖρα“ – koule; tedy sféra rozumu) je slovo označující prostor poznání. Jde o sjednocený celek, ve kterém vyvíjející se společnost a příroda splývají a vzájemně se nejtěsnějším možným způsobem ovlivňují. Jedná se o oblast interakce společnosti a přírody, ve které lidská činnost je hlavním faktorem rozvoje.
Tento prostor v sobě zahrnuje:
- hmotný, neživý svět – geosféru;
- živý svět – biosféru;
- svět, představující informace a lidské vztahy – sociosféru.

## Koncept a významy
Pojem «noosféra» byl poprvé použit francouzským filozofem a matematikem Edouardem Le Roy (1927), který interpretoval ji jako «myslicí» prostředí, vytvořené lidským vědomím. E. Le Roy zdůrazňoval, že přišel k této idei spolu se svým kamarádem - francouzským geologem Pierrem Teilhardem de Chardinem. Opírali se o lekce z biochemie Vladimira Ivanoviče Vernadského (1922-1923).
Pierre de Chardin chápe ducha a hmotu jako sjednoceny v holismu „lidského fenoménu“ a neodděluje je, proto si noosféru představuje jako prostor idejí, skládající se z neživého (geosféry) a živého světa (biosféry). Noosféra, coby fáze evoluce je přitom přípravou k nástupu kvalitativně nové, definitivní éry, která vznikne ve chvíli, kdy vývoj dospěje do tzv. bodu Omega, který představuje bod konečného střetu sbíhajících se přímek vesmírné evoluce. O noosféře Teilhard věřil, že se rozvine jako "planetární myslící síť'", která bude propojovat lidstvo mezi sebou, a tak bude pomáhat nárůstu planetárního vědomí. Teilhard se také vyslovoval o možnosti výskytu mimozemské inteligence (civilizací), jejichž existenci připouštěl s poznámkou, že se mohlo v univerzu vyvinout vice noosfér, podobných naší:
„Nejvyšší jednotkou hmotného seskupeni je galaxie. Podobné je – z hlediska biologie – noosfera nejvyšší reflektující, absolutní jednotkou uspořádaní hmoty ve směru její komplexity. Proto může ve vesmíru jednou dojít k navazování těchto "soustav", těchto noosfer.  Tato hypotéza se  nemusí zdát tak fantastickou, když si uvedomíme, že je kolem nás život všude "pod tlakem".  Proto se může stát, že se vyskytne víc myslících vrcholků – po sobě, nebo najednou…“
 Vladimir Ivanovič Vernadský, v jehož teorii je noosféra po geosféře a biosféře v pořadí třetím prostorem ve vývoji Země. Podle něj každá z vývojových fází přeměňuje předcházející. V kontrastu k teorii Gaii není Vernadského noosféra něčím, co přichází samo nyní nebo se objeví v budoucnosti, ale dostavila se s narozením prvního myslícího tvora na planetě a trvale se projevuje skrz geosféru a biosféru ve formě lidského zásahu do nich a je viditelně reprezentována fyzickým a ekonomickým rozvojem Země. Podle V. I. Vernadského teorie je noosféra tvořena a rozšiřována pomocí interakce lidských myslí (myšlenek/vědomí) a dále se bouřlivě rozvíjí společně s rostoucí populací a její sociální re-organizací ve vztahu k sobě navzájem.
Slovo noosféra je občas používáno též transhumanisty jako vynoření se vyššího vědomí v důsledku interakcí lidských duší.
Poněkud vulgárním způsobem přeměnili australští vědečtí popularizátoři Jack Cohen a Ian Stewart slovo «noosféra» v mediálně působivý název „extelligence“.
Po Stockholmské Deklaraci (1972) pojem «noosféra» si zajistil popularitu kvůli nebezpečí ekologické katastrofy.

## V. I. Vernadský o noosféře

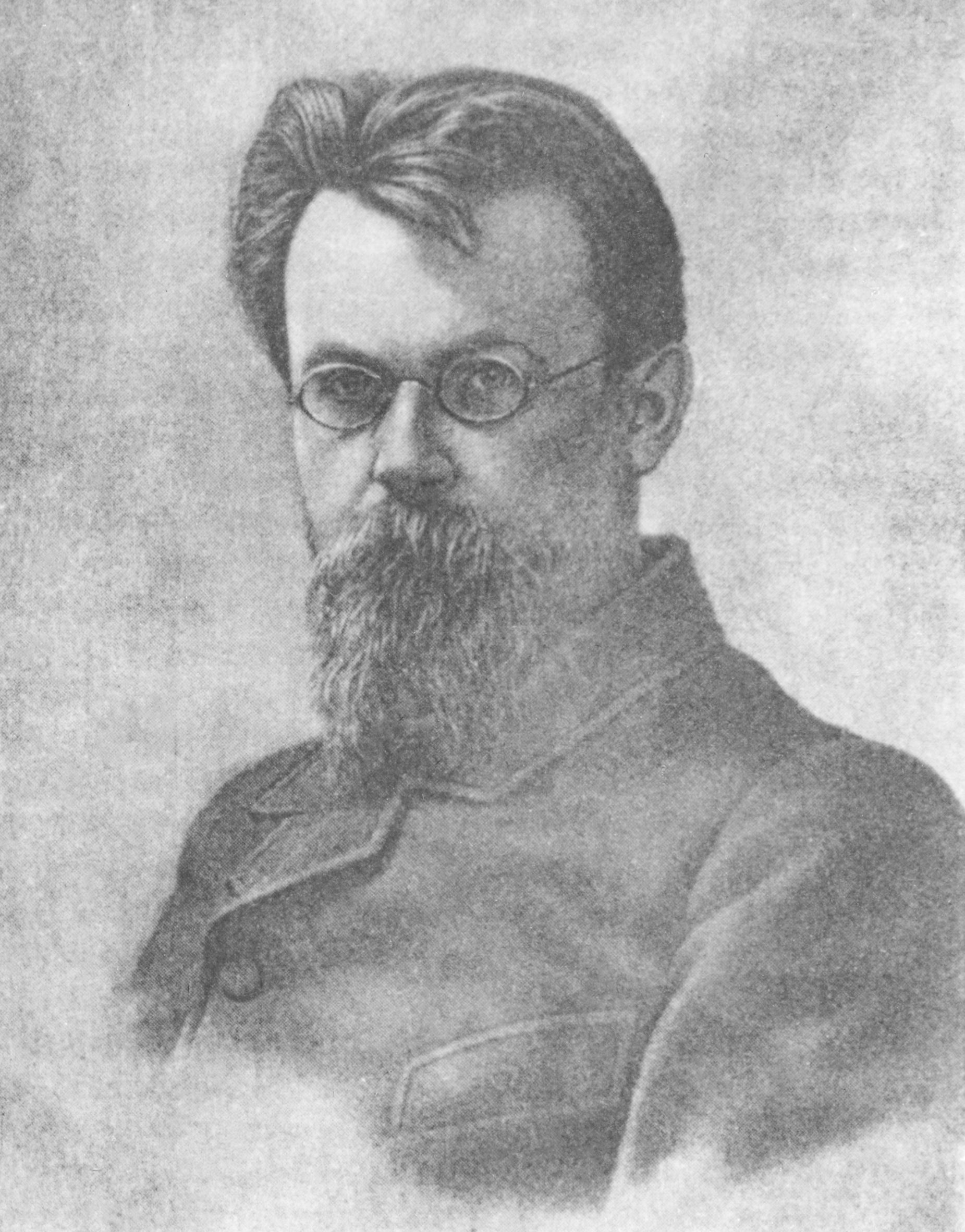
V.I.Vernadský

Podle generalizace F. T. Janšinové, V. I. Vernadský definoval 12 podmínek noosféry v budoucnosti:
1. Osidlování celé planety člověkem.
2. Výrazná transformace komunikačních nástrojů mezi státy.
3. Zesílení vazeb mezi státy.
4. Nadvláda geologické role člověka nad jinými geologickými procesy, které probíhají na Zemi.
5. Rozšíření hranic biosféry a výstup do Vesmíru.
6. Objev nových energetických zdrojů.
7. Rovnost mezi lidmi.
8. Zvýšení role lidových mas v řešení otázek a ve vnitřní politice.
9. Svoboda vědecké mysli a vědeckého hledání od tlaku náboženských, filozofských a politických konstrukcí, a tvorba v společenském a státním řádéch[cože?] podmínek pro svobodnou vědeckou mysl.
10. Růst blahobytu dělníků. Tvorba reálné možností nedovolit podvýživu, hlad, chudobu zmírnit vliv nemoci.
11. Racionální transformace primární přírody Země s cílem udělat ji schopnou uspokojit všechny materiální, estetické a duchovní potřeby.
12. Vyloučení válek z lidského života.